# Manganotychite
La manganotychite è un minerale.